# Parentia dichaeta
Parentia dichaeta är en tvåvingeart som beskrevs av Octave Parent 1933. Parentia dichaeta ingår i släktet Parentia och familjen styltflugor. Inga underarter finns listade i Catalogue of Life.